# Bilan saison par saison du Wigan Athletic Football Club
Cet article présente le bilan saison par saison du Wigan Athletic Football Club, à savoir ses résultats en championnat, coupes nationales et coupes européennes depuis sa fondation en 1932.

## Légende du tableau
| Champion / Vainqueur | Deuxième / Finaliste | Troisième | Promotion | Relégation |

Les changements de divisions sont indiqués en gras.
- Première division = Division 1 (jusqu'en 1992) puis Premier League (depuis 1992)
- Deuxième division = Division 2 (jusqu'en 1992) puis Division 1 (1992-2004) puis Championship (depuis 2004)
- Troisième  division = Division 3 (jusqu'en 1992) puis Division 2 (1992-2004) puis League One (depuis 2004)
- Quatrième division = Division 4 (jusqu'en 1992) puis Division 3 (1992-2004) puis League Two (depuis 2004)

- C3 = Coupe des villes de foires (1955-1971) puis Coupe UEFA (1971-2009) puis Ligue Europa (depuis 2009)

## Bilan toutes compétitions confondues
| Saison                                                                                  | Championnat             | Championnat | Championnat | Championnat | Championnat | Championnat | Championnat | Championnat | Championnat | Championnat | Coupes nationales  | Coupes nationales | Coupes nationales | Coupes nationales     | Coupes d'Europe | Coupes d'Europe  |
| Saison                                                                                  | Division                | Pos         | Pts         | J           | V           | N           | D           | BP          | BC          | Diff.       | Coupe d'Angleterre | Coupe de la Ligue | Supercoupe        | EFL Trophy            | Compétition     | Résultat         |
| --------------------------------------------------------------------------------------- | ----------------------- | ----------- | ----------- | ----------- | ----------- | ----------- | ----------- | ----------- | ----------- | ----------- | ------------------ | ----------------- | ----------------- | --------------------- | --------------- | ---------------- |
| 1932-1933                                                                               | Cheshire League         | 5e          | 53          | 42          | 21          | 11          | 10          | 121         | 54          | +67         | —                  | —                 | —                 | —                     | —               | —                |
| 1933-1934                                                                               | Cheshire League         | 1er         | 66          | 42          | 30          | 6           | 6           | 111         | 46          | +65         | —                  | —                 | —                 | —                     | —               | —                |
| 1934-1935                                                                               | Cheshire League         | 1er         | 63          | 42          | 27          | 9           | 6           | 153         | 59          | +94         | Troisième tour     | —                 | —                 | —                     | —               | —                |
| 1935-1936                                                                               | Cheshire League         | 1er         | 68          | 42          | 31          | 6           | 5           | 136         | 46          | +90         | Premier tour       | —                 | —                 | —                     | —               | —                |
| 1936-1937                                                                               | Cheshire League         | 8e          | 44          | 42          | 19          | 6           | 17          | 94          | 73          | +21         | Premier tour       | —                 | —                 | —                     | —               | —                |
| 1937-1938                                                                               | Cheshire League         | 11e         | 42          | 42          | 19          | 4           | 19          | 95          | 89          | +6          | Premier tour       | —                 | —                 | —                     | —               | —                |
| 1938-1939                                                                               | Cheshire League         | 7e          | 47          | 42          | 21          | 5           | 16          | 104         | 84          | +20         | Troisième tour Q   | —                 | —                 | —                     | —               | —                |
| Aucune compétition disputée entre 1939 et 1945 en raison de la Seconde Guerre mondiale. |                         |             |             |             |             |             |             |             |             |             |                    |                   |                   |                       |                 |                  |
| 1945-1946                                                                               | Cheshire League         | 17e         | 30          | 42          | 12          | 6           | 20          | 88          | 117         | -29         | Deuxième tour Q    | —                 | —                 | —                     | —               | —                |
| 1946-1947                                                                               | Cheshire League         | 22e         | 25          | 42          | 9           | 7           | 26          | 66          | 114         | -48         | Deuxième tour Q    | —                 | —                 | —                     | —               | —                |
| 1947-1948                                                                               | Lancashire Combination  | 1er         | 59          | 42          | 25          | 9           | 8           | 72          | 37          | +45         | Quatrième tour Q   | —                 | —                 | —                     | —               | —                |
| 1948-1949                                                                               | Lancashire Combination  | 6e          | 47          | 42          | 19          | 9           | 14          | 73          | 68          | +5          | Premier tour Q     | —                 | —                 | —                     | —               | —                |
| 1949-1950                                                                               | Lancashire Combination  | 2e          | 56          | 42          | 24          | 8           | 10          | 79          | 47          | +32         | Troisième tour Q   | —                 | —                 | —                     | —               | —                |
| 1950-1951                                                                               | Lancashire Combination  | 1er         | 61          | 42          | 27          | 7           | 8           | 98          | 43          | +55         | Quatrième tour Q   | —                 | —                 | —                     | —               | —                |
| 1951-1952                                                                               | Lancashire Combination  | 4e          | 51          | 42          | 21          | 9           | 12          | 73          | 57          | +16         | Quatrième tour Q   | —                 | —                 | —                     | —               | —                |
| 1952-1953                                                                               | Lancashire Combination  | 1er         | 67          | 42          | 27          | 13          | 2           | 124         | 45          | +79         | Quatrième tour Q   | —                 | —                 | —                     | —               | —                |
| 1953-1954                                                                               | Lancashire Combination  | 1er         | 66          | 40          | 31          | 4           | 5           | 110         | 48          | +62         | Troisième tour     | —                 | —                 | —                     | —               | —                |
| 1954-1955                                                                               | Lancashire Combination  | 3e          | 52          | 42          | 21          | 10          | 11          | 93          | 56          | +37         | Premier tour       | —                 | —                 | —                     | —               | —                |
| 1955-1956                                                                               | Lancashire Combination  | 6e          | 46          | 38          | 18          | 10          | 10          | 80          | 56          | +34         | Quatrième tour Q   | —                 | —                 | —                     | —               | —                |
| 1956-1957                                                                               | Lancashire Combination  | 10e         | 37          | 38          | 17          | 3           | 18          | 73          | 61          | +12         | Premier tour       | —                 | —                 | —                     | —               | —                |
| 1957-1958                                                                               | Lancashire Combination  | 4e          | 53          | 42          | 21          | 11          | 10          | 95          | 60          | +35         | Deuxième tour      | —                 | —                 | —                     | —               | —                |
| 1958-1959                                                                               | Lancashire Combination  | 18e         | 31          | 42          | 12          | 7           | 23          | 60          | 84          | -24         | Quatrième tour Q   | —                 | —                 | —                     | —               | —                |
| 1959-1960                                                                               | Lancashire Combination  | 2e          | 60          | 42          | 27          | 6           | 9           | 101         | 51          | +50         | Quatrième tour Q   | —                 | —                 | —                     | —               | —                |
| 1960-1961                                                                               | Lancashire Combination  | 3e          | 58          | 42          | 25          | 8           | 9           | 108         | 56          | +52         | Quatrième tour Q   | —                 | —                 | —                     | —               | —                |
| 1961-1962                                                                               | Cheshire League         | 5e          | 55          | 42          | 24          | 7           | 11          | 86          | 51          | +35         | Quatrième tour Q   | —                 | —                 | —                     | —               | —                |
| 1962-1963                                                                               | Cheshire League         | 7e          | 50          | 42          | 22          | 6           | 14          | 70          | 54          | +16         | Premier tour       | —                 | —                 | —                     | —               | —                |
| 1963-1964                                                                               | Cheshire League         | 12e         | 43          | 42          | 18          | 7           | 17          | 94          | 82          | +12         | Quatrième tour Q   | —                 | —                 | —                     | —               | —                |
| 1964-1965                                                                               | Cheshire League         | 1er         | 67          | 42          | 32          | 3           | 7           | 121         | 46          | +75         | Premier tour       | —                 | —                 | —                     | —               | —                |
| 1965-1966                                                                               | Cheshire League         | 2e          | 72          | 42          | 32          | 8           | 2           | 133         | 40          | +93         | Deuxième tour      | —                 | —                 | —                     | —               | —                |
| 1966-1967                                                                               | Cheshire League         | 2e          | 60          | 42          | 26          | 8           | 8           | 101         | 61          | +50         | Premier tour       | —                 | —                 | —                     | —               | —                |
| 1967-1968                                                                               | Cheshire League         | 8e          | 48          | 42          | 18          | 12          | 12          | 62          | 48          | +14         | Quatrième tour Q   | —                 | —                 | —                     | —               | —                |
| 1968-1969                                                                               | Northern Premier League | 2e          | 48          | 38          | 18          | 12          | 8           | 59          | 41          | +18         | Quatrième tour Q   | —                 | —                 | —                     | —               | —                |
| 1969-1970                                                                               | Northern Premier League | 2e          | 52          | 38          | 20          | 12          | 8           | 56          | 32          | +24         | Premier tour       | —                 | —                 | —                     | —               | —                |
| 1970-1971                                                                               | Northern Premier League | 1er         | 67          | 42          | 27          | 13          | 2           | 91          | 32          | +59         | Troisième tour     | —                 | —                 | —                     | —               | —                |
| 1971-1972                                                                               | Northern Premier League | 3e          | 64          | 46          | 27          | 10          | 9           | 70          | 43          | +27         | Deuxième tour      | —                 | —                 | —                     | —               | —                |
| 1972-1973                                                                               | Northern Premier League | 3e          | 60          | 46          | 23          | 14          | 9           | 69          | 38          | +31         | Premier tour       | —                 | —                 | —                     | —               | —                |
| 1973-1974                                                                               | Northern Premier League | 2e          | 64          | 46          | 28          | 8           | 10          | 96          | 39          | +57         | Premier tour       | —                 | —                 | —                     | —               | —                |
| 1974-1975                                                                               | Northern Premier League | 1er         | 72          | 46          | 33          | 6           | 7           | 94          | 38          | +56         | Deuxième tour      | —                 | —                 | —                     | —               | —                |
| 1975-1976                                                                               | Northern Premier League | 6e          | 57          | 46          | 21          | 15          | 10          | 81          | 42          | +39         | Deuxième tour      | —                 | —                 | —                     | —               | —                |
| 1976-1977                                                                               | Northern Premier League | 14e         | 43          | 44          | 14          | 15          | 15          | 62          | 54          | +8          | Premier tour       | —                 | —                 | —                     | —               | —                |
| 1977-1978                                                                               | Northern Premier League | 2e          | 65          | 46          | 25          | 15          | 6           | 83          | 45          | +38         | Troisième tour     | —                 | —                 | —                     | —               | —                |
| 1978-1979                                                                               | Division 4              | 6e          | 55          | 46          | 21          | 13          | 12          | 63          | 48          | +15         | Premier tour       | Deuxième tour     | —                 | —                     | —               | —                |
| 1979-1980                                                                               | Division 4              | 6e          | 55          | 46          | 21          | 13          | 12          | 61          | 55          | +6          | Quatrième tour     | Premier tour      | —                 | —                     | —               | —                |
| 1980-1981                                                                               | Division 4              | 11e         | 47          | 46          | 18          | 11          | 17          | 51          | 55          | -4          | Premier tour       | Deuxième tour     | —                 | —                     | —               | —                |
| 1981-1982                                                                               | Division 4              | 3e          | 91          | 46          | 26          | 13          | 7           | 80          | 46          | +36         | Premier tour       | Quatrième tour    | —                 | —                     | —               | —                |
| 1982-1983                                                                               | Division 3              | 18e         | 54          | 46          | 15          | 9           | 22          | 60          | 72          | -12         | Premier tour       | Deuxième tour     | —                 | —                     | —               | —                |
| 1983-1984                                                                               | Division 3              | 15e         | 61          | 46          | 16          | 13          | 17          | 46          | 56          | -10         | Troisième tour     | Premier tour      | —                 | Premier tour Nord     | —               | —                |
| 1984-1985                                                                               | Division 3              | 16e         | 59          | 46          | 15          | 14          | 17          | 60          | 64          | -4          | Troisième tour     | Deuxième tour     | —                 | Vainqueur             | —               | —                |
| 1985-1986                                                                               | Division 3              | 4e          | 83          | 46          | 23          | 14          | 9           | 82          | 48          | +34         | Quatrième tour     | Premier tour      | —                 | Finale Nord           | —               | —                |
| 1986-1987                                                                               | Division 3              | 4e          | 85          | 46          | 25          | 10          | 11          | 83          | 60          | +23         | Quarts de finale   | Premier tour      | —                 | Premier tour Nord     | —               | —                |
| 1987-1988                                                                               | Division 3              | 7e          | 72          | 46          | 20          | 12          | 14          | 70          | 61          | +9          | Deuxième tour      | Deuxième tour     | —                 | Phase de groupes Nord | —               | —                |
| 1988-1989                                                                               | Division 3              | 17e         | 56          | 46          | 14          | 14          | 18          | 55          | 53          | +2          | Premier tour       | Premier tour      | —                 | Quarts de finale Nord | —               | —                |
| 1989-1990                                                                               | Division 3              | 18e         | 53          | 46          | 13          | 14          | 19          | 48          | 64          | -16         | Troisième tour     | Deuxième tour     | —                 | Quarts de finale Nord | —               | —                |
| 1990-1991                                                                               | Division 3              | 10e         | 69          | 46          | 20          | 9           | 17          | 71          | 54          | +17         | Troisième tour     | Premier tour      | —                 | Demi-finales Nord     | —               | —                |
| 1991-1992                                                                               | Division 3              | 15e         | 59          | 46          | 15          | 14          | 17          | 58          | 64          | -6          | Troisième tour     | Deuxième tour     | —                 | Phase de groupes Nord | —               | —                |
| 1992-1993                                                                               | Division 2              | 23e         | 41          | 46          | 10          | 11          | 25          | 43          | 72          | -29         | Deuxième tour      | Deuxième tour     | —                 | Finale Nord           | —               | —                |
| 1993-1994                                                                               | Division 3              | 19e         | 45          | 42          | 11          | 12          | 19          | 51          | 70          | -19         | Troisième tour     | Premier tour      | —                 | Phase de groupes Nord | —               | —                |
| 1994-1995                                                                               | Division 3              | 14e         | 52          | 42          | 14          | 10          | 18          | 53          | 60          | -7          | Deuxième tour      | Deuxième tour     | —                 | Quarts de finale Nord | —               | —                |
| 1995-1996                                                                               | Division 3              | 10e         | 70          | 46          | 20          | 10          | 16          | 62          | 56          | +6          | Troisième tour     | Premier tour      | —                 | Deuxième tour Nord    | —               | —                |
| 1996-1997                                                                               | Division 3              | 1er         | 87          | 46          | 26          | 9           | 11          | 84          | 51          | +34         | Premier tour       | Premier tour      | —                 | Deuxième tour Nord    | —               | —                |
| 1997-1998                                                                               | Division 2              | 11e         | 62          | 46          | 17          | 11          | 18          | 64          | 66          | -2          | Troisième tour     | Premier tour      | —                 | Quarts de finale Nord | —               | —                |
| 1998-1999                                                                               | Division 2              | 6e          | 76          | 46          | 22          | 10          | 14          | 75          | 48          | +27         | Deuxième tour      | Deuxième tour     | —                 | Vainqueur             | —               | —                |
| 1999-2000                                                                               | Division 2              | 4e          | 83          | 46          | 22          | 17          | 7           | 72          | 38          | +34         | Troisième tour     | Deuxième tour     | —                 | Deuxième tour Nord    | —               | —                |
| 2000-2001                                                                               | Division 2              | 6e          | 75          | 46          | 19          | 18          | 9           | 53          | 42          | +11         | Deuxième tour      | Deuxième tour     | —                 | Deuxième tour Nord    | —               | —                |
| 2001-2002                                                                               | Division 2              | 10e         | 64          | 46          | 16          | 16          | 14          | 66          | 51          | +15         | Premier tour       | Premier tour      | —                 | Premier tour Nord     | —               | —                |
| 2002-2003                                                                               | Division 2              | 1er         | 100         | 46          | 29          | 13          | 4           | 68          | 25          | +63         | Troisième tour     | Quarts de finale  | —                 | Deuxième tour Nord    | —               | —                |
| 2003-2004                                                                               | Division 1              | 7e          | 71          | 46          | 18          | 17          | 11          | 60          | 45          | +15         | Troisième tour     | Troisième tour    | —                 | —                     | —               | —                |
| 2004-2005                                                                               | Championship            | 2e          | 87          | 46          | 25          | 12          | 9           | 79          | 35          | +44         | Troisième tour     | Premier tour      | —                 | —                     | —               | —                |
| 2005-2006                                                                               | Premier League          | 10e         | 51          | 38          | 15          | 6           | 17          | 45          | 52          | -7          | Quatrième tour     | Finale            | —                 | —                     | —               | —                |
| 2006-2007                                                                               | Premier League          | 17e         | 38          | 38          | 10          | 8           | 20          | 37          | 59          | -22         | Troisième tour     | Deuxième tour     | —                 | —                     | —               | —                |
| 2007-2008                                                                               | Premier League          | 14e         | 40          | 38          | 10          | 10          | 18          | 34          | 51          | -17         | Quatrième tour     | Deuxième tour     | —                 | —                     | —               | —                |
| 2008-2009                                                                               | Premier League          | 11e         | 45          | 38          | 12          | 9           | 17          | 34          | 45          | -11         | Troisième tour     | Quatrième tour    | —                 | —                     | —               | —                |
| 2009-2010                                                                               | Premier League          | 16e         | 36          | 38          | 9           | 9           | 20          | 37          | 79          | -42         | Quatrième tour     | Deuxième tour     | —                 | —                     | —               | —                |
| 2010-2011                                                                               | Premier League          | 16e         | 42          | 38          | 9           | 15          | 14          | 40          | 61          | -21         | Quatrième tour     | Quarts de finale  | —                 | —                     | —               | —                |
| 2011-2012                                                                               | Premier League          | 15e         | 43          | 38          | 11          | 10          | 17          | 42          | 62          | -20         | Troisième tour     | Deuxième tour     | —                 | —                     | —               | —                |
| 2012-2013                                                                               | Premier League          | 18e         | 36          | 38          | 9           | 9           | 20          | 47          | 73          | -26         | Vainqueur          | Quatrième tour    | —                 | —                     | —               | —                |
| 2013-2014                                                                               | Championship            | 5e          | 73          | 46          | 21          | 10          | 15          | 61          | 48          | +13         | Demi-finales       | Quatrième tour    | —                 | —                     | C3              | Phase de groupes |
| 2014-2015                                                                               | Championship            | 23e         | 39          | 46          | 9           | 12          | 25          | 39          | 64          | -25         | Troisième tour     | Premier tour      | —                 | —                     | —               | —                |
| 2015-2016                                                                               | League One              | 1er         | 87          | 46          | 24          | 15          | 7           | 82          | 45          | +37         | Premier tour       | Premier tour      | —                 | Demi-finales Nord     | —               | —                |
| 2016-2017                                                                               | Championship            | 23e         | 42          | 46          | 10          | 12          | 24          | 40          | 57          | -17         | Quatrième tour     | Premier tour      | —                 | —                     | —               | —                |
| 2017-2018                                                                               | League One              | 1er         | 98          | 46          | 29          | 11          | 6           | 89          | 29          | +60         | Quarts de finale   | Deuxième tour     | —                 | Phase de groupes Nord | —               | —                |
| 2018-2019                                                                               | Championship            | 18e         | 52          | 46          | 13          | 13          | 20          | 51          | 64          | -13         | Troisième tour     | Premier tour      | —                 | —                     | —               | —                |
| 2019-2020                                                                               | Championship            | 23e         | 47-12       | 46          | 15          | 14          | 17          | 57          | 56          | +1          | Troisième tour     | Premier tour      | —                 | —                     | —               | —                |
| 2020-2021                                                                               | League One              | 20e         | 48          | 46          | 13          | 9           | 24          | 54          | 77          | -23         | Premier tour       | Premier tour      | —                 | Phase de groupes Nord | —               | —                |
| 2021-2022                                                                               | League One              | 1er         | 92          | 46          | 27          | 11          | 8           | 82          | 44          | +38         | Quatrième tour     | Deuxième tour     | —                 | Demi-finales          | —               | —                |
| 2022-2023                                                                               | Championship            | 24e         | 42-3        | 46          | 10          | 15          | 21          | 38          | 65          | -27         | Troisième tour     | Premier tour      | —                 | —                     | —               | —                |
| 2023-2024                                                                               | League One              | 12e         | 62-8        | 46          | 20          | 10          | 16          | 63          | 56          | +7          | Troisième tour     | Premier tour      | —                 | Huitièmes de finale   | —               | —                |
| 2024-2025                                                                               | League One              | 15e         | 56          | 46          | 13          | 17          | 16          | 40          | 42          | -2          | Quatrième tour     | Premier tour      | —                 | —                     | —               | —                |